# Domenico Coletti
Domenico Coletti (Este, 31 luglio 1825 – Padova, 4 giugno 1908) è stato un politico italiano.
Fu senatore del Regno d'Italia nella XVII legislatura.